# Bitwa pod Covadongą
Bitwa pod Covadongą – starcie zbrojne, które miało miejsce prawdopodobnie w roku 722 (aczkolwiek podawany jest też rok 718) w rejonie Cangas de Onís w górach Picos w Asturii. Powstańcy z Asturii dowodzeni przez Pelayo zwyciężyć mieli wojska Maurów. Ten pierwszy militarny sukces chrześcijan nad muzułmanami uznawany jest tradycyjnie za początek Rekonkwisty.
Po zwycięstwie muzułmanów w decydującej bitwie nad rzeką Guadalete (lipiec 711 roku), w której poległ król Wizygotów Roderyk, państwo wizygockie zostało podbite. Napływający z Północnej Afryki muzułmanie (Berberowie i Arabowie) w ciągu kilku lat zajęli niemalże cały Półwysep Iberyjski.

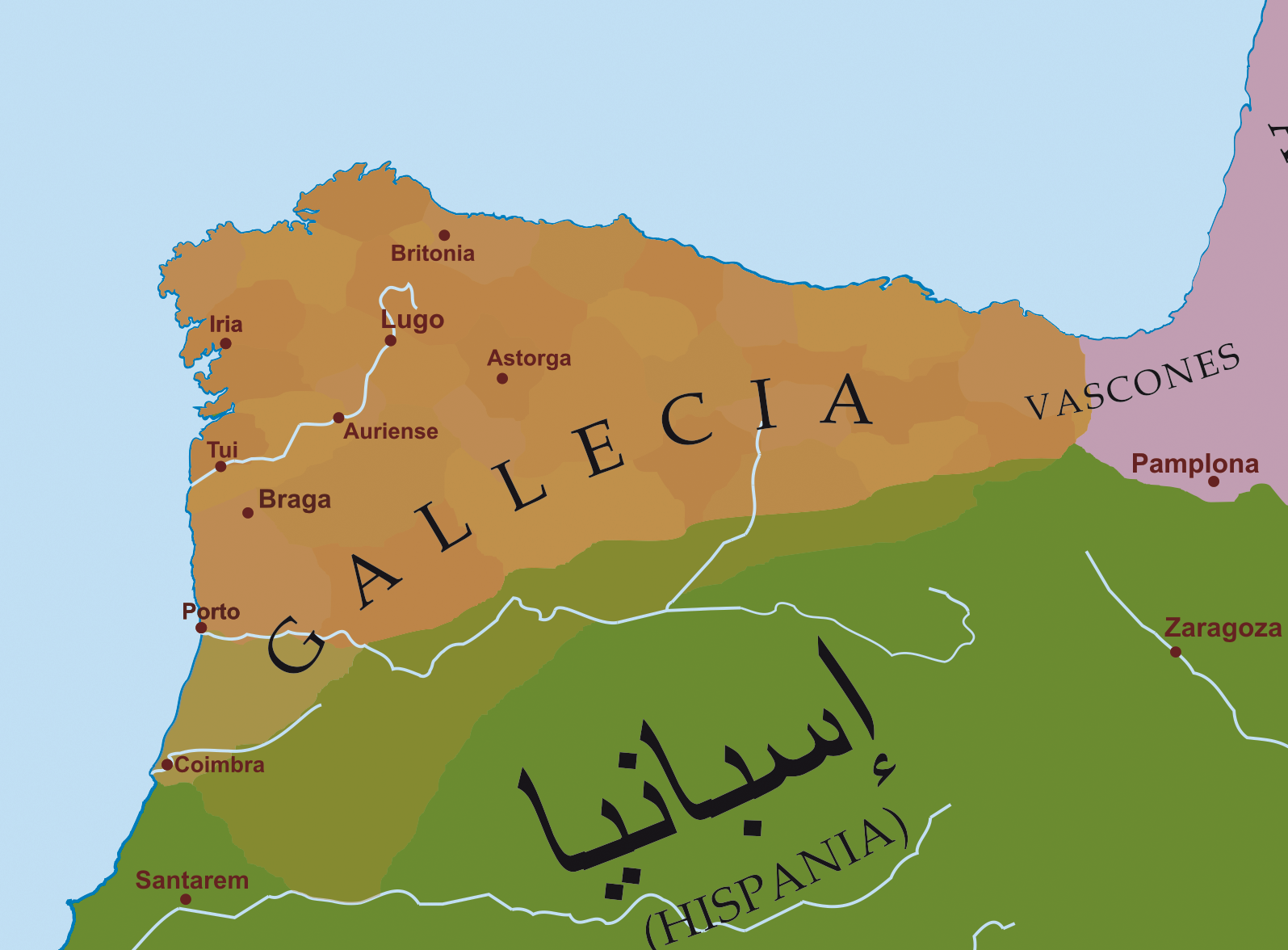
Półwysep Iberyjski w roku 720

W Asturii pojawił się wówczas Pelayo (łac. Pelagius), wizygocki szlachcic mający za sobą służbę w gwardii przybocznej Roderyka. Pelayo wstąpił na służbę muzułmańskiego gubernatora Munuzy. Munuza chciał poślubić siostrę Pelayo, zamierzając poprzez związek z tak prominentnym rodem utrwalić władzę w regionie. Pelayo odmówił jednak swojej zgody na małżeństwo, co stało się powodem ostrego sporu i w rezultacie ucieczki gockiego szlachcica w odległe górskie rejony, gdzie rozpoczął on przygotowania do powstania. W roku 718 Pelayo został przez swoich zwolenników obwołany księciem. Maurowie zajęci ekspansją w Pirenejach nie podejmowali początkowo żadnych kroków przeciwko powstańcom i dopiero w roku 722 wysłali przeciwko nim większe siły.
Zarówno muzułmańskie jak i chrześcijańskie źródła różnie opisują przebieg bitwy. Podobnie sporna jest sama data bitwy. Historyk hiszpański Claudio Sánchez-Albornoz po szczegółowych badaniach datuje wydarzenie na rok 722, jednakże wielu naukowców sugeruje rok 718 jako datę stoczenia batalii.
Głównym źródłem opisującym wydarzenia jest kronika spisana na dworze króla Asturii Alfonsa III (866-910) – Crónica Albeldense. Wątpliwa jest zawarta w Kronice Alfonsa III informacja, jakoby przed bitwą miało dojść do rozmów obu stron. Stronę muzułmańską reprezentował biskup o imieniu Oppa, który miał przedstawić powstańcom korzystne warunki: Pelayo miał podlegać władzy muzułmańskiej i zachować swoje posiadłości oraz zatwierdzoną układem polityczną władzę. Przywódca powstania odrzucił proponowane mu warunki, po czym doszło do bitwy, w której poległo podobno 124 000 muzułmanów, na czele ze swoim dowódcą o imieniu Al Qama. W wyniku pościgu za uciekającym wrogiem, miało zginąć kolejne 63 000 Maurów. Po takiej klęsce gubernator Munoza, który nie brał udziału w bitwie, nie był w stanie utrzymać swojej władzy. Zmuszony do oddania swojej rezydencji w Gijón, gubernator podjął próbę ucieczki, w trakcie której został zabity. Po bitwie nastąpiła masakra muzułmanów zamieszkujących tereny na północ od Gór Kantabryjskich.

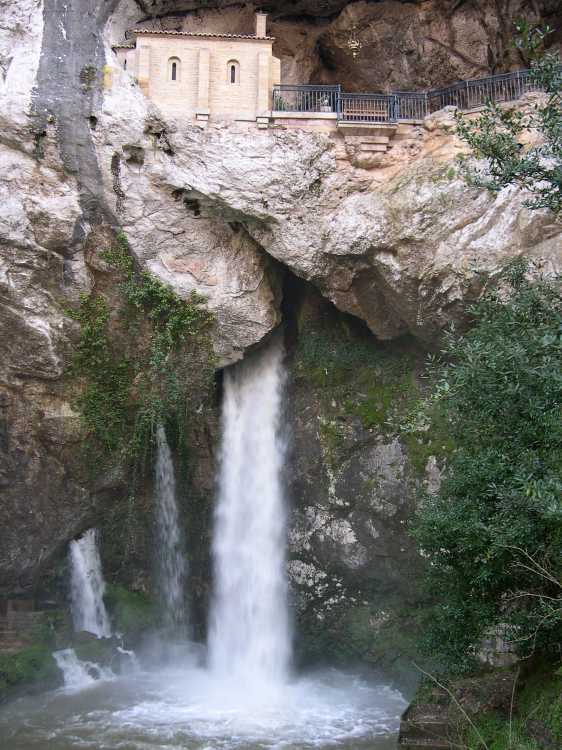
Grota Matki Boskiej z Covadongi

Według źródeł muzułmańskich spisanych wieki później, Covadonga to nic nie znacząca potyczka. To właśnie niewielki, liczący 300 powstańców oddział miał zostać okrążony i całkowicie wybity. Przeżyć miał jedynie Pelayo oraz 30 jego ludzi, którzy podczas ucieczki zginęli śmiercią głodową w trudno dostępnym terenie górskim.
Oba opisy dalekie są od historycznych realiów. W tekstach chrześcijańskich, z perspektywy kolejnych stuleci bitwa urosła do rangi mitycznej, w muzułmańskich natomiast jest bagatelizowana. Tak wysokie (mocno jednak zawyżone) straty nieprzyjaciela kwalifikują bitwę do miana cudu, jako wynik pomocy boskiej. Pewne jest natomiast, że pod Covadongą doszło do zwycięstwa sił powstańczych, dla których walka w trudno dostępnych rejonach górskich nie stanowiła żadnej przeszkody. Chrześcijanie wierzyli, że Covadonga objęta jest opieką boską (przed bitwą znajdowało się w tutejszej grocie sanktuarium Matki Boskiej). Świątynia stała się miejscem pielgrzymek, a Matka Boża z Covadonga patronuje Asturii do dziś.

## Literatura
- Claudio Sánchez-Albornoz: El reino de Asturias. Orígenes de la nación española. Estudios críticos sobre la historia del reino de Asturias. Band 2. Instituto de Estudios Asturianos, Oviedo 1974, ISBN 84-00-04032-5.
- Lara Manuel, Tunón Baruque, Julio Valdeón, Ortiz Antonio Domínguez: Historia Hiszpanii. Szymon Jędrusiak (tłum.): Towarzystwo Autorów i Wydawców Prac Naukowych, Kraków 1997 ISBN 83-7052-226-2.